# Шиппенсбург Тауншип (округ Камберленд, Пенсільванія)
Шиппенсбург Тауншип (англ. Shippensburg Township) — селище (англ. township) в США, в окрузі Камберленд штату Пенсільванія. Населення — 4286 осіб (2020).

## Демографія
Згідно з переписом 2010 року, у селищі мешкало 5429 осіб у 1205 домогосподарствах у складі 355 родин. Було 1316 помешкань
Расовий склад населення:
| - 89,6 % — білих - 6,6 % — чорних або афроамериканців - 1,2 % — азіатів |

До двох чи більше рас належало 2,1 %. Частка іспаномовних становила 2,4 % від усіх жителів.
За віковим діапазоном населення розподілялося таким чином: 5,2 % — особи молодші 18 років, 88,6 % — особи у віці 18—64 років, 6,2 % — особи у віці 65 років та старші. Медіана віку мешканця становила 20,7 року. На 100 осіб жіночої статі у селищі припадало 97,5 чоловіків;  на 100 жінок у віці від 18 років та старших — 97,6 чоловіків також старших 18 років.
Середній дохід на одне домашнє господарство  становив 35 262 долари США (медіана — 22 070), а середній дохід на одну сім'ю — 80 206 доларів (медіана — 42 202). Медіана доходів становила 41 424 долари для чоловіків та 24 115 доларів для жінок. За межею бідності перебувало 56,4 % осіб, у тому числі 9,0 % дітей у віці до 18 років та 21,3 % осіб у віці 65 років та старших.
Цивільне працевлаштоване населення становило 2300 осіб. Основні галузі зайнятості: освіта, охорона здоров'я та соціальна допомога — 32,3 %, мистецтво, розваги та відпочинок — 19,0 %, роздрібна торгівля — 16,1 %.